# St. Johann Nepomuk (Zielenice)

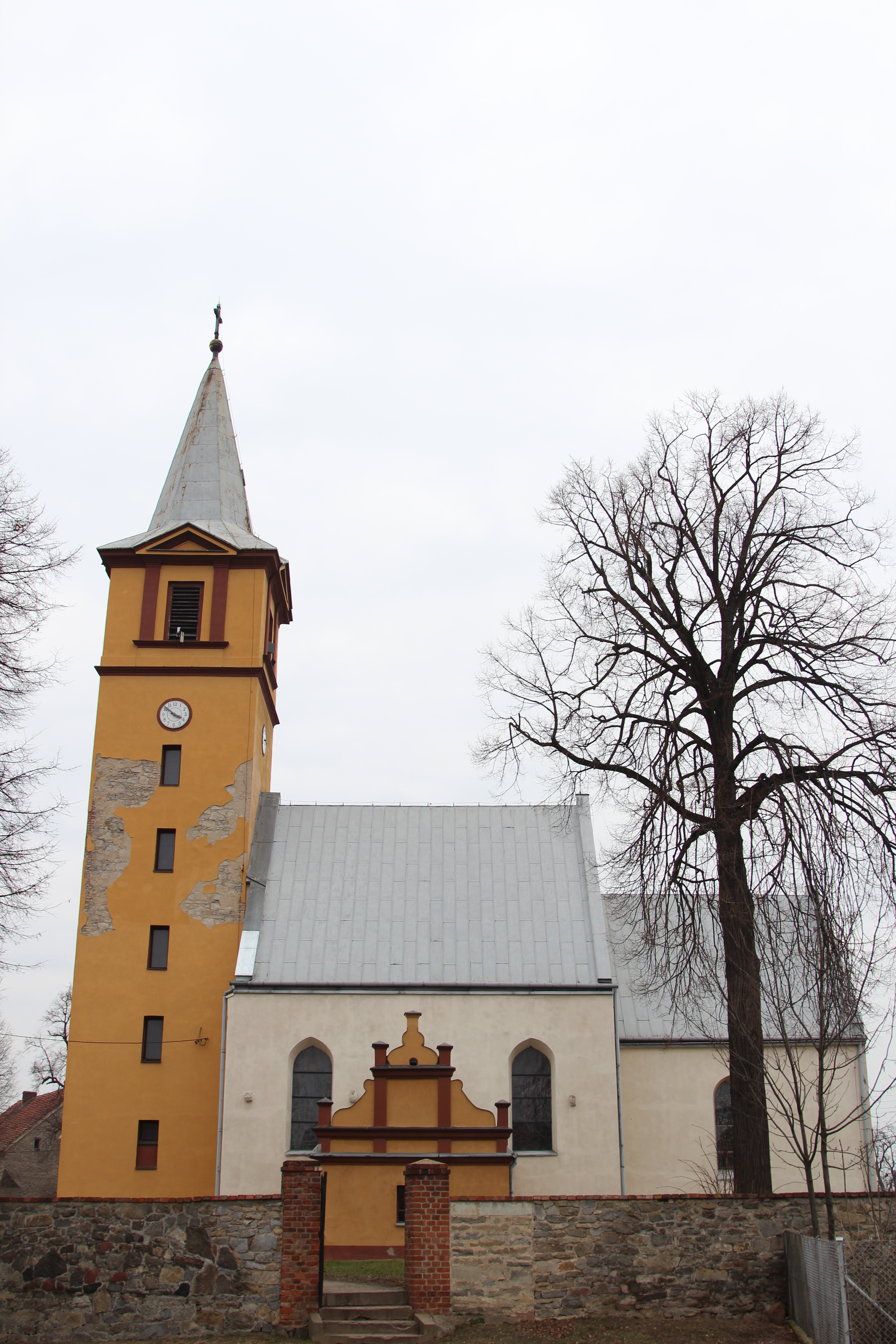
St. Johann Nepomuk

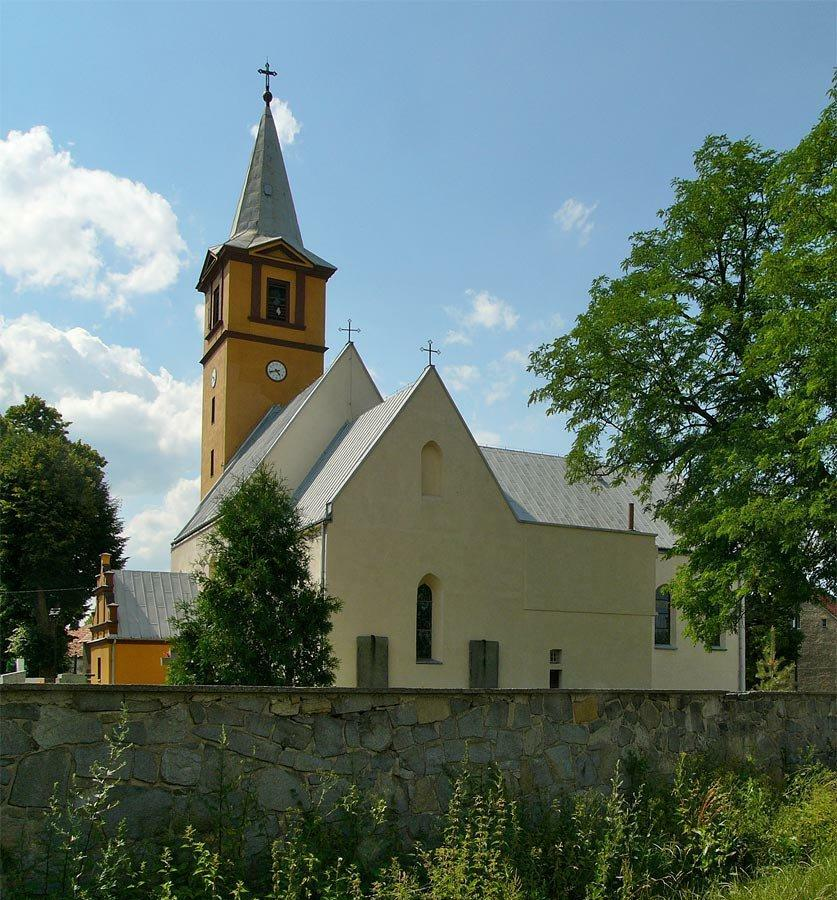
Rückansicht

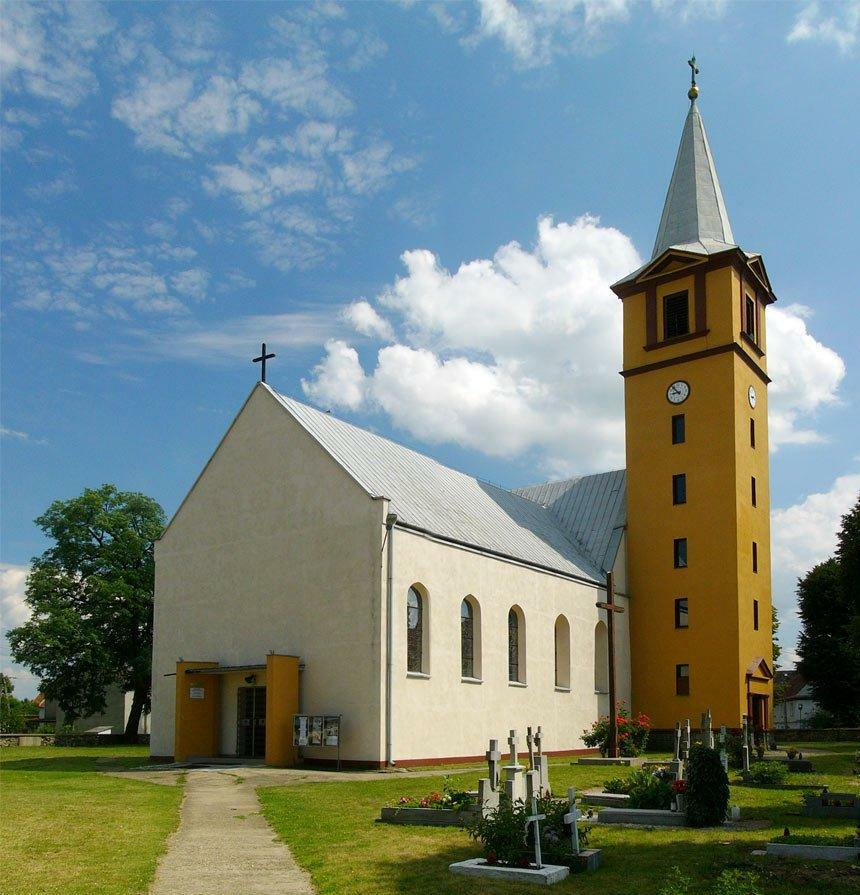
Erweiterungsbau

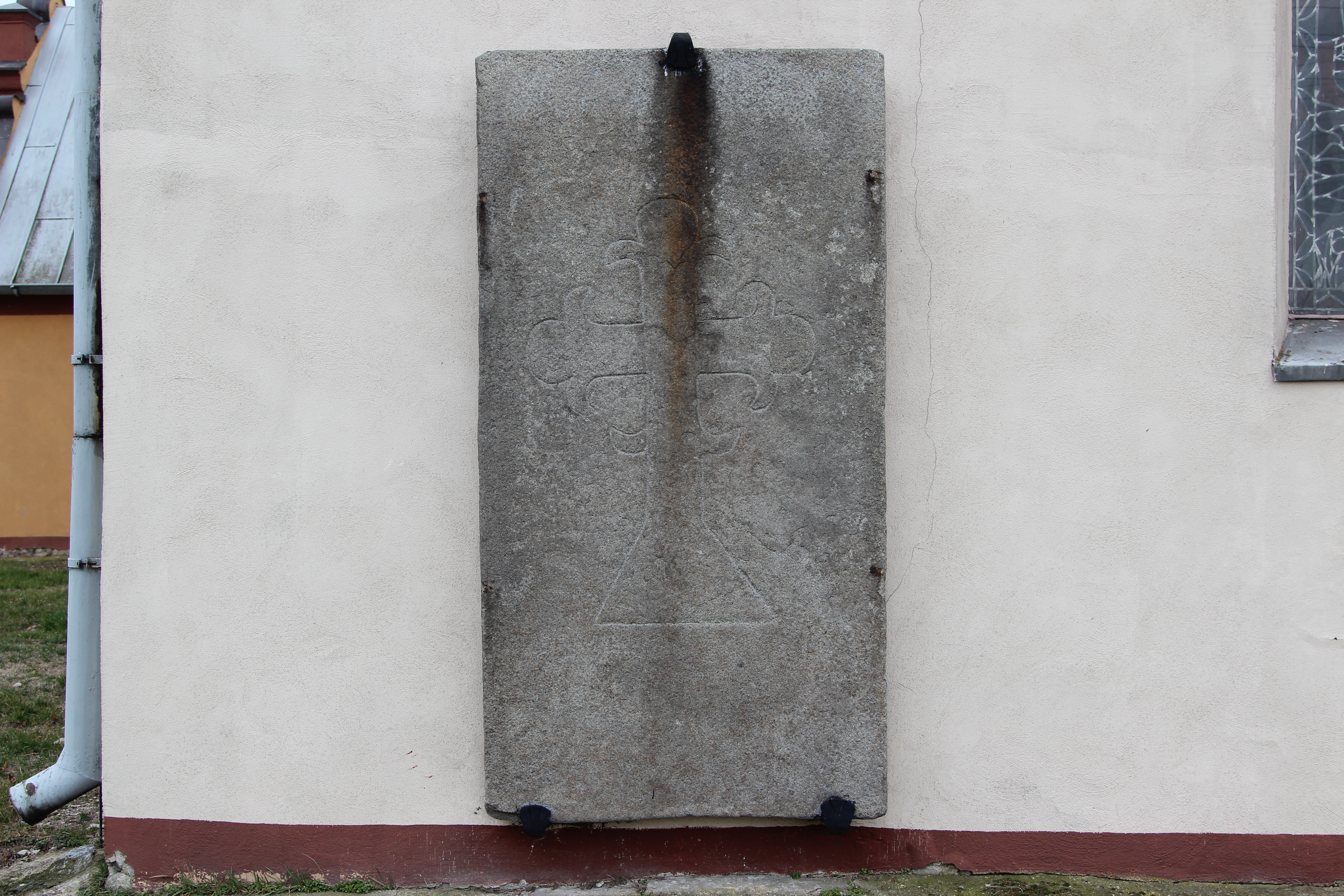
Grabstein eines Templers

Die römisch-katholische Pfarrkirche St. Johann Nepomuk in Zielenice (deutsch Grünhartau) in der Woiwodschaft Niederschlesien in Polen geht auf eine Gründung des 14. Jahrhunderts zurück. Bis 1945 war sie eine evangelisch-lutherische Pfarrkirche, die im 17. Jahrhundert als Zufluchtskirche schlesischer Glaubensflüchtlinge Bedeutung erlangte.

## Geschichte

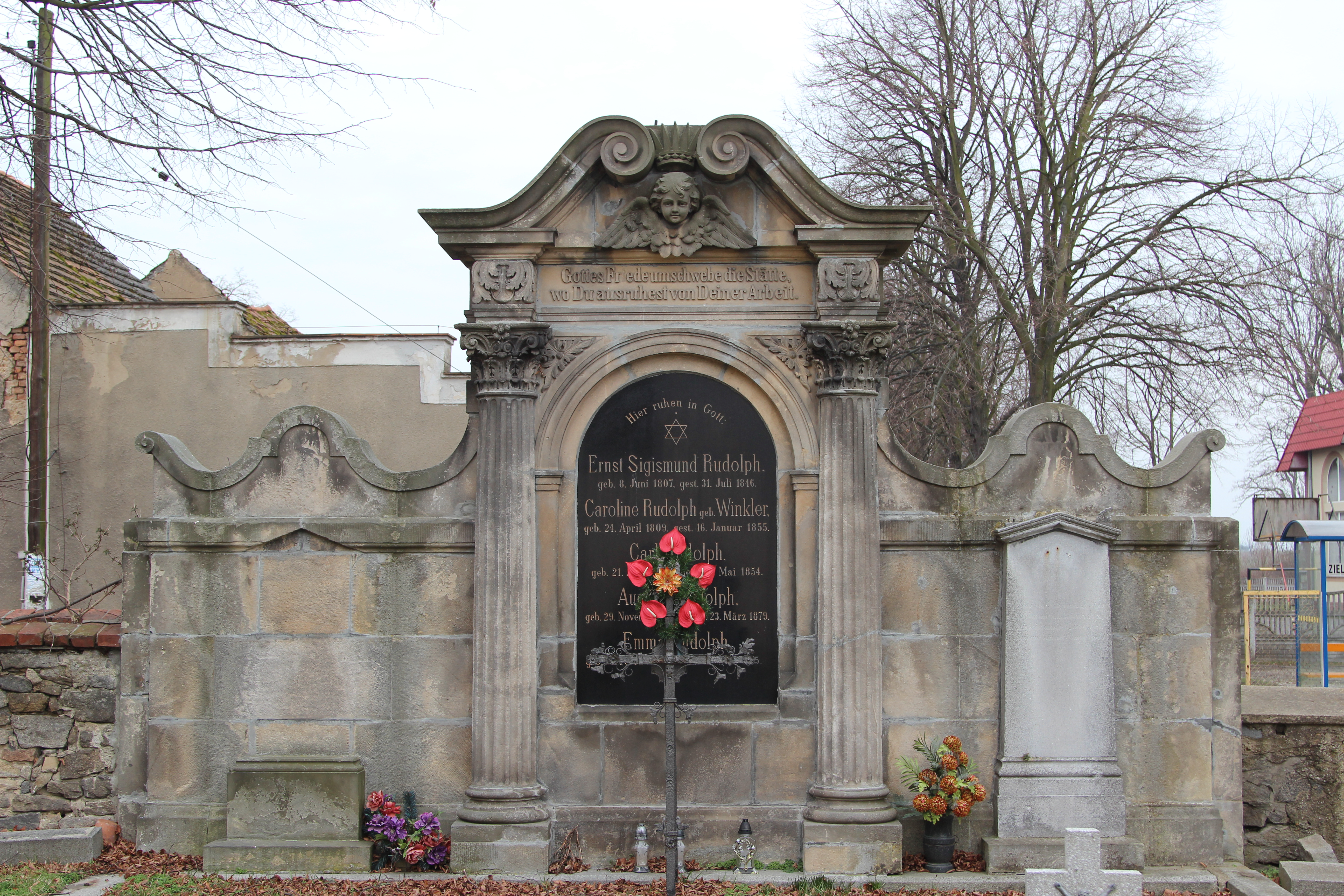
Grabstein der Familie Rudolph

Der Legende nach gründete der Herzog von Brieg im 14. Jahrhundert die Kirche als Andachtskapelle, die er auf seinen Reisen von Brieg nach Liegnitz und Wohlau zum Gebet nutzte. Die Ersterwähnung erfolgte 1335. 1376 nennt eine Urkunde des Kardinals Johann, einen „Rector ecclesie in majori Hartha“. Im Kirchturm hing eine Glocke von 1483, was auf eine Existenz der Kirche zu dieser Zeit schließen lässt. Um 1530 wurde die Kirche evangelisch. Erster bezeugter evangelischer Pfarrer war 1574 Georg Friese († 1586). Das Patronat gehörte bis zum 17. Jahrhundert dem damaligen Grundherren von Niemitz, der den evangelischen Gottesdienst garantierte. 1662 bzw. 1672 erfolgten vollständige Renovierungsmaßnahmen. Von 1691 bis 1692 gab der damalige Patronatsherr Adam Graf von Gfug und Fellendorf zu Manze auf eigene Kosten einen neuen Altar, eine Kanzel und einen Taufstein in Auftrag. Nach der Wegnahme ihrer Kirchen an die Katholiken, ließen die evangelischen Bewohner der Nachbargemeinden Manze und Roßwitz ihre Kinder in Grünhartau taufen.
1705 wurde auch die Kirche von Karzen rekatholisiert. Folglich nutzte für die nächsten vier Jahre die Gemeinde Karzen mit Brockuth, Pudigau, Tiefensee, Klein-Jeseritz und Grögersdorf sowie Karschau die Kirche von Grünhartau als Zufluchtskirche. Die Anzahl der Kommunikanten soll damals 4.000 Seelen betragen haben. Aus Kapazitätsgründen musste die Kirche von 1701 bis 1705 erweitert werden. Im Zuge der Altranstädter Konvention erhielt die evangelische Gemeinde Karzen zurück. 1775 wurde die ältere Glocke umgegossen. 1827 kaufte die örtliche Gemeinde das Dominium, damit verbunden auch das Kirchenpatronat. 1852 erhielt das Dach neue Schindeln. Mitte des 19. Jahrhunderts besaß die Kirche ein Legat in Höhe von 1600 Reichstalern aus deren Zinsen Schulgeld für arme Kinder gezahlt wurde. Am 29. August 1858 wurde ein neuer Kirchturm eingeweiht. Der damalige Pfarrer Otto Robert Hertwig gab zu diesem Anlass eine Gedenkschrift heraus. Die Pfarrgemeinde gehörte zum Kirchenkreis Nimptsch. Nach der Vertreibung der deutschen Bevölkerung nach 1945 eignete sich die römisch-katholische Kirche das Gotteshaus an. Es ist seitdem eine Pfarrkirche unter dem Patrozinium Johann Nepomuk. Die 1958 neu gegründete römisch-katholische Pfarrei gehört zum Dekanat Borów des Erzbistums Breslau.

## Ausstattung
An der Außenwand befinden sich zwei Grabsteine von französischen Templern mit eingehauenen Kreuzen aus Granit und im Innenraum ein Epitaph aus Carrara-Marmor des Grafen Adam von Gfug und Fellendorf († 1671) und seiner Ehefrau. Das Altargemälde Christus und die Samariter war ein Geschenk des königlich-sächsischen Münzmeisters Dr. Kummer aus Dresden.
Zu den früheren Kirchengerätschaften zählten ein 14 cm hoher gotischer Abendmahlkelch, der auf das 13. bis 14. Jahrhundert datiert wurde.

## Geläut
Im Glockenturm hing eine Marienglocke von 1483, die 1775 wegen eines Sprunges umgegossen wurde. Sie trug die Inschrift: O rex gloriae, veni cum pace, avec Maria MCCCCLXXXIII.

## Evangelische Parochie
Im 19. Jahrhundert waren zur evangelischen Parochie gepfarrt: Grünhartau, Glosenau und Reisau. Gastgemeinden waren: Manze, Roßwitz und Kampen.